# Prljavi rat
Prljavi rat (španjolski Guerra Sucia) odnosi se na državni terorizam u Argentini usmjeren protiv opozicije, nekoliko tisuća ljevičara i ljevičarskih militanata, revolucionara, sindikalista, studenata, novinara, marksista i gerilaca Juana Perona te simpatizera istih. Gerilske grupe Montoneros i Narodna revolucionarna vojska (ERP) su bile glavne mete te kampanje. Brutalnu "anti-komunističku" kampanju pokrenula je desničarska vojna vlada diktatora Jorgea Rafaela Vidala od 24. ožujka 1976. do povratka civilne vlasti u Argentini 1983. Točna kronologija početka političke represije je još uvijek nejasna među nekim povjesničarima, pošto su sindikalisti bili meta atentata još 1973., a individualni slučajevi državnog nasilja protiv "Peronizma" i ljevice su se javljali još 1950-ih (Bombardiranje Plaze de Mayo). Pokolj u Trelewu 1972., djelovanje Argentinske antikomunističke alijanse od 1973. i Isabel Martínez de Perónin "proglas o uništenju" ljevičarskih gerilaca tijekom Operativo Independencia 1975., su također predloženi kao datum početka "Prljavog rata".
Procjene o broju ubijenih i nestalih u tom razdoblju sežu od 9.000 do 30.000.

## Kronologija
1955., nakon dva neuspješna pokušaja, proveden je uspješni puč protiv Juana Peróna i njegove demokratski izabrane ljevičarske vlade, što je dovelo do zabrane "Peronizma" od vojne hunte. Pokret otpora počeo se organizirati nakon preuzimanja vlade, na radnim mjestima i sindikatima. S vremenom, kako je djelomično vraćena demokratska sloboda ali nisu poštovana obećanja o političkim slobodama "Peronizma", pojavile su se gerilske grupe u 1960-ima, ali su ubrzo poražene. Gerilci Fuerzas Armadas de Liberación (FAL) su u travnju 1969. izvršili napad na Campo de Mayo gdje su ukrali 100-injak pušaka od pješaštva "Patricios". S vremenom, gerilske grupe su se konsolidirale jer se FAR pridružio Montonerosu a FAP i FAL su apsorbirani u ERP. Jorge Ricardo Masetti, vođa Narodne gerilske vojske (EGP), je prema nekim procjenama bio prvi čovjek koji je "nestao" u Prljavom ratu. 1970., jedan od vođa puča iz 1955., Pedro Eugenio Aramburu, je otet od Montonerosa, u prvoj vojnoj ofenzivi. Te godine, osnovan je i marsksistički pokret Narodna revolucionarna vojska (ERP).
Ranih 1970-ih, visoki vojni i policijski dužnosnici su oteti i ubijeni u gotovo tjednim racijama ljevičarskih militanata. Ekstremna ljevica je također bila uključena u bombardiranje i uništavanje velikog broja zgrada u 1970-ima, uglavnom vojnim i policijskim lokacijama. No katkad su meta bili i nevladini objekti, kao što je Sheraton hotel u Buenos Airesu, koji je bombardiran 1972.
1973., kako se Juan Perón vratio iz egzila, pokolj u Ezeizu je označio kraj saveza lijevih i desnih frakcija "Peronizma". 1974., Perón je povukao svoju potporu Montonerosu mahom prije svoje smrti, a ekstremno desničarska paravojna postrojba Argentinska antikomunistička alijansa se pojavila tijekom predsjedništva njegove udovice. Pojačala se oružana bitka, tako da je 1975. Isabel Martínez de Perón potpisala broj uredbi prema kojima se vojsci i policiji daje slobodna ruka u "uništenju" ljevičarske subverzivnosti, poglavito oružane aktivnosti ERP-a u provinciji Tucumán. Martínez de Perón je protjerana 1976. Od te godine do 1981., vojna hunta Videla (a nakon njega Roberto Viola i Leopold Galtieri su samo nastavili s istom politikom) je bila odgovorna za nezakonita uhićivanja, mučenja, ubijanja i nestajanje tisuće ljudi, poglavito sindikalista, studenata i aktivisa, čak i nakon što su interno potvrdili da je oružani otpor, javno opravdanje za njihove postupke, bio eliminiran. Videlova diktatura je nazvala svoj sustavni progon argentinskih građana "procesom narodne reorganizacije". Argentinske sigurnosne službe i brigade smrti su radile zajedno s ostalim južnoameričkim diktaturama u okviru Operacije Kondor.

## Zločini
Određeni ljevičari su oteti ili nepravomoćno uhićeni, odvedeni u tajne, improvizirane, katkad čak i podzemne sabirne logore gdje su ih Videlovi vojnici ispitivali, mučili i ubijali. Čak su i bebe, koje su rodile zatvorene žene, ostale u tim zatočeničkim centrima, za koje se procjenjuje da ih je bilo 350 diljem Argentine, u obliku zatvora, logora ili podruma. Većina žrtava su prema istažnoj komisiji bili nenaoružani gerilci ili aktivisti, među njima i francuske opatice Leonie Duquet i Alice Domon. Alicia Partnoy, studentica i aktivistkinja "Pokreta mladeži Peronizma", uhićena je u svojem domu i odvedena od svoje 2-godišnje kćeri 12. siječnja 1977. Vojska ju je odvela u logor "Mala škola" gdje je preko tri mjeseca morala nositi povez na očima dok su je držali u neljudskim uvjetima, mučili i zlostavljali, da bi potom dvije godine provela u zatvorima bez podignute optužnice, prije nego što je pobjegla u SAD.
Stotine otetih muškaraca je strijeljala brigada smrti diljem zemlje. 13. prosinca 1976., 22 osobe su strijeljane u gradu Margarita Belén. Adolfo Pérez Esquivel, aktivist za ljudska prava, je uhićen i mučen 14 mjeseci u logoru. No preživio je i kasnije je dobio Nobelovu nagradu za obranu ljudskih prava u Argentini.
Ramón Camps je časopisu Clarín 1984. izjavio da je organizirao 5,000 otmica i koristio mučenje kao metodu ispitivanja, te da je opravdavao odvajanje beba od zatvorenica jer "subverzivni roditelji odgajaju subverzivnu djecu". Jedan od najbizarnijih detalja smaknuća su navodni "letovi smrti", u kojima su zatvorenici bacani živi iz letećih aviona.
Nakon što je u 1982. u predgrađu Buenos Airesa pronađena prva masovna grobnica s 440 tijela "nestalih" protivnika hunte, najavljene su istrage i suđenja. Procjene smrtnosti žrtava u razdoblju od 1976. do 1983. sežu od 9.000 do 30.000.

## Suđenja
Amnesty International je 1979. objavio da je oko 15,000 osoba nestalo, oteto, mučeno i vjerojatno ubijeno, dok su argentinski aktivisti za ljudska prava naveli da je broj nestalih vjerojatno oko 12,000. Dokumenti pronađeni 2006. otkrivaju da su 1978. čileanski agenti u Argentini izvjestili da je argentinska vojska imala 22.000 interno dokumentiranih slučajeva o ubojstvima i otmicama. Oko 8,600 nestalih i otetih zatvorenika u obliku PEN-a ("Poder Ejecutivo Nacional") je naposljetku oslobođeno zbog međunarodnog pritiska.
Raúl Alfonsín i njegova vlada preuzeli su vlast 1983. i krenuli s procesuiranjem tih zločina, što je dovelo do slučaja bez presedana u Južnoj Americi - suđenje vojnoj hunti. Osnovano je i “Narodno povjerenstvo za nestale osobe (CONADEP)” kako bi se istražila i razjasnila sudbina tisuće nestalih ljudi. Videla i Eduardo Massera, bivši zapovjednik mornarice, su 1985. godine bili osuđeni na doživotne zatvore zbog kršenja ljudskih prava. General Videla je bio u kućnom pritvoru zbog optužbi da je umješan u otmice djece. Admiral Massera je također bio u kućnom pritvoru zbog optužbi da je bio umješan u otmice građana, no nakon što je 2002. godine preživio moždani udar sud je dosudio da nije sposoban pratiti suđenje te je pušten. Videla je 1985. godine osuđen zbog ubojstva 66 osoba, mučenja 93 osobe i nezakonitog zatvaranja više od 300 osoba. Massera je tada bio osuđen zbog tri ubojstva, mučenja 12 osoba i nezakonitog zatvaranja 93 osobe. Pomilovanja koja je 1990. godine dodijelio bivši predsjednik Carlos Menem, kako bi "zaključio sa tamnom stranom argentinske prošlosti", proglašena su 2006. protuustavnima te su optuženici vraćeni u zatvor.
Sveukupno je 99 argentinskih službenika optuženo za genocid. 2000. je jedan od njih, Ricardo Miguel Cavallo, uhićen u Cancunu. Adolfo Scilingo, bivši službenik mornarice, je na sudu u Španjolskoj proglašen krivim za zločin protiv čovjčnosti te osuđen na 640 godina zatvora. Argentinski je sud osudio zločine vojne diktature tog razdoblja te ih označio kao zločin protiv čovječnosti i kao genocid.

## Filmske adaptacije slučaja
- Službena priča (1985).
- Noć olovaka (1986).[29]
- Olympic Garage (1999).
- Kamčatka (2002).
- Cautiva (2003).
- Imagining Argentina (2003).
- Kronika bijega (2006).
- The Disappeared (2007).[30]
- Los Escuadrones De La Muerte (Brigada smrti), (knjiga i film)[31]
- Nuestros Desaparecidos (2008)[32]

## Vanjske poveznice
- Argentina otvara tajne arhive vojne hunte[neaktivna poveznica]
- Članak o 'Prljavom ratu' CNN